# Bupleurum rigidum
Espèce
Bupleurum rigidum, le Buplèvre rigide ou Buplèvre raide, est une espèce de plantes à fleurs de la famille des Apiacées. C'est une plante herbacée méditerranéenne.

## Liste des sous-espèces
Selon NCBI (4 sept. 2013) :
- sous-espèce Bupleurum rigidum subsp. paniculatum
- sous-espèce Bupleurum rigidum subsp. rigidum

Selon Catalogue of Life (4 sept. 2013) :
- sous-espèce Bupleurum rigidum subsp. paniculatum
- sous-espèce Bupleurum rigidum subsp. rigidum